# 大阪府立寝屋川支援学校
大阪府立寝屋川支援学校（おおさかふりつ ねやがわしえんがっこう）は、大阪府寝屋川市寝屋川公園にある特別支援学校。小学部・中学部・高等部を設置し、主に知的障害のある児童・生徒を対象とした支援教育を行なっている。

## 沿革
大阪府で8番目の養護学校・大阪府立寝屋川養護学校として1975年に開校した。当初の1年間は大阪府立八尾養護学校（現・大阪府立八尾支援学校）内に仮校舎を設置していたが、校舎完成に伴い翌1976年より現在地での教育活動を開始した。
1991年には高等部の分教室として、守口市立養護学校内に守口分教室を設置した。守口分教室は1996年、守口市立養護学校と合併の上で大阪府立守口養護学校として独立開校している。
特別支援学校制度の導入により、2008年4月1日付で大阪府立寝屋川支援学校へと名称変更している。

### 年表
- 1974年
  - 3月31日 - 大阪府議会、「大阪府第8養護学校」の第1期工事予算を議決。
  - 11月2日 - 設置にかかる決済をおこなう。この日を創立記念日とする。
- 1975年
  - 1月31日 - 寝屋川市大字寝屋2100番地（現在地）の学校敷地を購入。
  - 4月1日 - 大阪府立寝屋川養護学校として開校。
- 1991年4月1日 - 守口市に守口分教室を設置。
- 1996年4月1日 - 守口分教室を廃止（大阪府立守口養護学校に改編）。
- 2008年4月1日 - 大阪府立寝屋川支援学校に校名変更。
- 2010年 - 大阪府立交野支援学校四條畷校の開校により、中学部・高等部の通学区域を再編。
- 2015年 - 大阪府立枚方支援学校などの開校により、通学区域を再編。

## 通学区域
小学部
- 寝屋川市
- 四條畷市
- 大東市

※四條畷市及び大東市在住で中学部への進学を希望する者は大阪府立交野支援学校四條畷校へ進学する。
中学部
寝屋川市
高等部
- 寝屋川市
- 門真市

## 交通
- 学研都市線（JR西日本）寝屋川公園駅 西へ約1.2km。
- 学研都市線星田駅 西南へ約1km。
- 京阪バス 大阪病院前バス停 西へ約500m。